# 雅科夫·鲍里索维奇·罗兹瓦尔
雅科夫·鲍里索维奇·罗兹瓦尔（俄语：Яков Борисович Розвал，1932年—2015年）是苏联/俄罗斯工程师，苏联电视和无线电广播科学研究院的首席设计师，名誉无线电技师。

## 生涯

### 早年
罗斯·雅科夫·鲍里索维奇 生于1932年12月21日在敖德萨一个富裕的犹太家庭中。
在那些年里，苏联遭受饥荒，政治镇压，许多人因被怀疑涉嫌间谍活动而被送到监狱。他的父亲，鲍里斯·谢苗诺维奇，曾经是工厂首席工程师，也没有逃脱这种命运，并于1937年被送到古拉格勞改所。
古拉格后，直到他去世于1963年，鲍里斯·谢苗诺维奇曾在沙拉什卡工作。
1950年，罗斯·雅科夫中学毕业，进入莫斯科大地测量和制图州立大学。因为他的父亲并未完全的政治纠正，导致他无法参加其他大学机构。

### 事业
毕业后，他被派到苏联远东，担任工程师和测量师的职位。在这五年时间内，他曾在不同的城市工作。
1963年他的父亲被平反，雅科夫被接受进入莫斯科电力工程学院，主修工业电子科。从1963年起，他在苏联电视和无线电广播科学研究院 (VNIITR)  担任工程师。
在这期间，他与V.A. Petropavlovskii 合作，並开发了苏联第一个彩色电视摄像机的实验室模型。
经过10年的工作，他被任命为这个研究院的首席设计师。他也在此期间创造了他的大部分发明。

### 退休和逝世
罗斯·雅科夫·鲍里索维奇于2012年，以八十岁的岁数荣誉退休，並在2015年7月26日死于癌症，享年八十二岁。他的遗体被安葬在瓦甘科沃公墓。

## 发明与专利
罗斯·雅科夫·鲍里索维奇 – 一位杰出的发明创造者，其发明包括苏联第一个彩色电视广播摄像机以及许多其他的发明。共约50项发明专利，包括：
- 彩色电视广播摄像机
- 分色信号调整器
- 磁性敏感仪器
- X 射线荧光分析器
- 用于飞机的天文座标修正器

## 其它参考
- 在他的书中，利莱特斯 (Lev Leites)提到罗斯·雅科夫·鲍里索维奇作为 VNIITR 的首席设计师和发明家（第49页和第195页） （页面存档备份，存于）